# Ґлюмдрапа

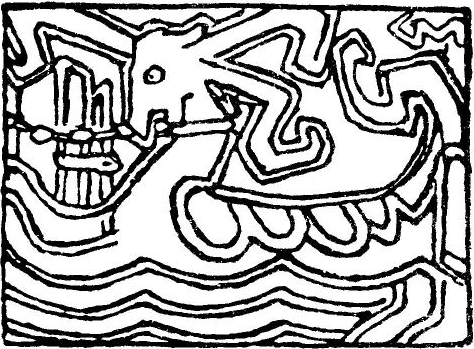
Ґергард Мунте: Ілюстрація до Ґлюмдрапи в Сазі про Гаральда Прекрасноволосого (1899)

Глюмдрапа (давньосканд. Glymdrápa; прибл. переклад: «Драпа про галас») — літературний твір (поезія у вигляді скальдичної поеми), написана придворним поетом Торбьйорном Горнклові в ІХ ст. В ній оповідається про походи норвезького конунґа Гаральда І Прекрасноволосого на сусідів.
Драпу написано особливим розміром дротткветт. До сьогодні збереглися лише сім з половиною строф, які дійшли до нас переважно у саґах. Глюмдрапа — найдавніший твір з так званих «драп про конунґів» (konungsdrápa), які вихваляють норвезьких конунґів, що дійшов до нас.
В поемі оповідається про боротьбу конунґа Гаральда за об'єднання Норвегії, про його перемоги, поході в ліси, про битву під Сольскьєлем з вождем протиборчого племені та про похід на острів Мен.